# محمد صلاح‌الدین
محمد صلاح الدین (۱۹۱۷ - ۱۹۶۵) موسیقی‌دان مصری بود که نقش مهمی در تحولات تئوری معاصر موسیقی عربی ایفا کرد.

## زندگی‌نامه
صلاح الدین خود در اروپا آموزش موسیقی دیده بود. او پس از بازگشت به مصر سرپرست بخش موسیقی وزارت آموزش و پرورش مصر شد و همزمان در مؤسسات مختلفی در مصر به تدریس موسیقی پرداخت. او روش‌های مختلفی برای طبقه‌بندی و نظام‌مند کردن تئوری موسیقی مقامی ابداع کرد. همچنین ابداع روشی برای نت‌نویسی مقام‌ها تنها با استفاده از چهار علامت سر کلید به او نسبت داده می‌شود.

## آثار
از صلاح الدین آثار متعددی به جای مانده که یکی از سرشناس‌ترین آن‌ها «مفتاح الالحان العربیة» (کلیدی به ملودی‌های عربی) است که در سال ۱۹۴۶ در قاهره چاپ شد و بعداً تجدید چاپ نیز شد. از این کتاب به عنوان جامع‌ترین اثر مرتبط به تئوری مقامی معاصر نام برده می‌شود.